# Четыре мухи на сером бархате
«Четы́ре му́хи на се́ром ба́рхате» (итал. 4 mosche di velluto grigio) — итало-французский фильм-джалло 1971 года режиссёра Дарио Ардженто. Фильм является частью «животной» трилогии вместе с фильмами «Птица с хрустальными крыльями» и «Кот с девятью хвостами».

## Сюжет
Роберто Тобиас, барабанщик рок-группы, получает анонимные сообщения по телефону, а ещё его преследует таинственный незнакомец.
Однажды ночью Роберто догоняет своего преследователя и пытается заставить говорить, но в последующей борьбе случайно убивает его. Музыкант скрывается с места преступления, но на следующий день понимает, что его неприятности только начались, когда получает конверт с фотографиями убийства. Кто-то убивает всех его друзей и делает так, чтобы подозрения падали на Роберто.

## В ролях
- Майкл Брэндон — Роберто Тобиас
- Мимси Фармер — Нина Тобиас
- Жан-Пьер Марьель — Джанни Ароссио
- Бад Спенсер — Годфри

## Производство фильма
Фильм стал первым шагом в дальнейшем сотрудничестве двух деятелей итальянского кинематографа — Дарио Ардженто и Луиджи Коцци. До их знакомства Коцци работал главным редактором музыкального еженедельника ЧАО-2001 и в один из периодов своей деятельности настоял на том, чтобы самостоятельно взять интервью у начинающего режиссёра, каковым и был Ардженто. Впоследствии Коцци и Ардженто стали друзьями, и последний предложил Коцци оставить газету и полностью погрузиться в кинематограф.
На роль главных актёра и актрисы фильма Ардженто искал женщину, которая была бы похожа на его жену, и мужчину, который был бы похож на него самого. Для съёмок фильма Ардженто выписал из одного университета Восточной Германии камеру, рабочая скорость съёмки которой измерялась в тысячах кадрах в секунду. Эта камера использовалась для съёмок сцены, в которой пуля вылетает из пистолета (тогда рабочая скорость камеры составляла 18 тысяч кадров в секунду). Финальная же сцена аварии снималась со скоростью 36 тысяч кадров в секунду.